# Lluís Bonifaç i Massó

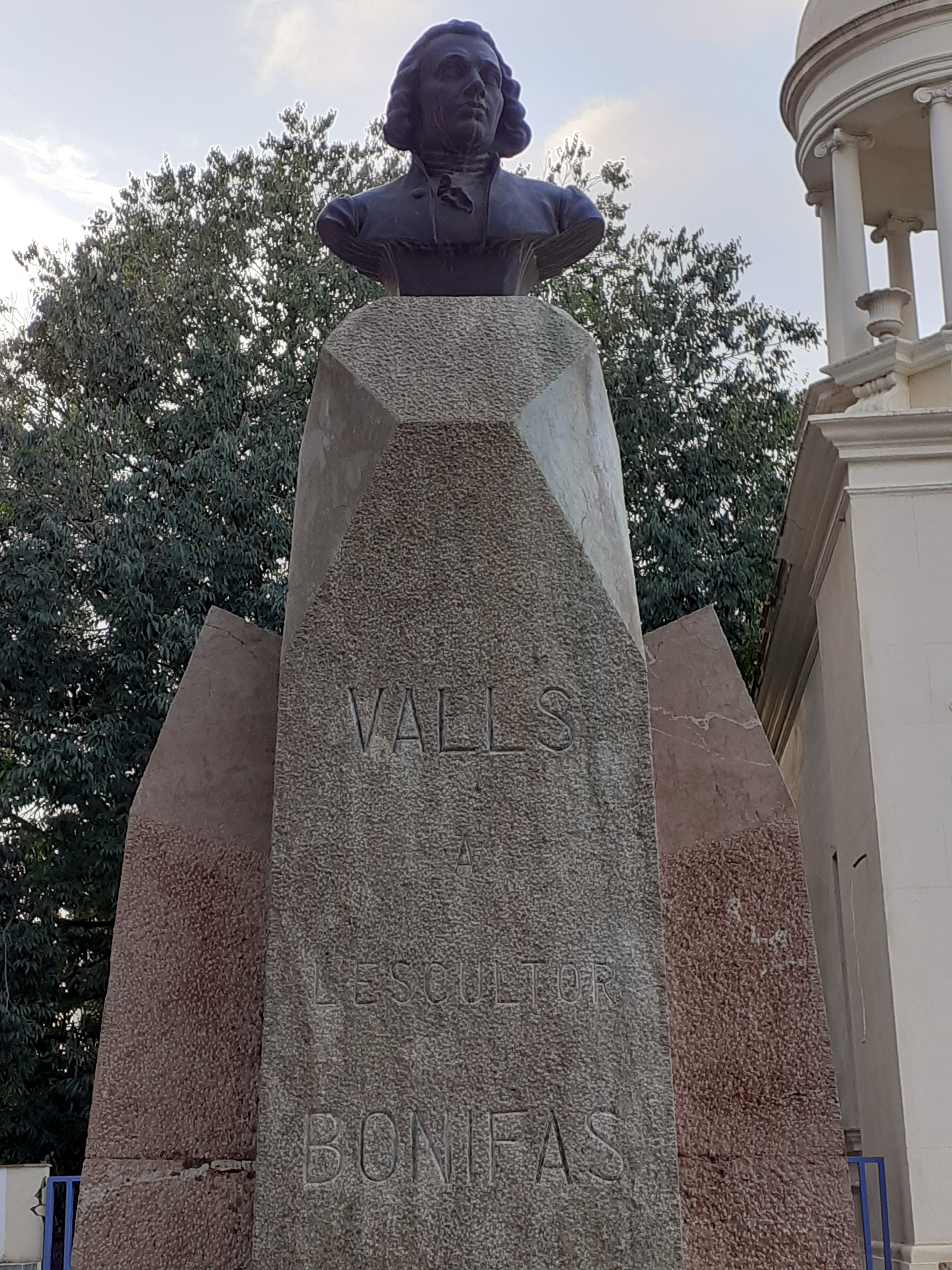
Monument a Lluís Bonifaç a la seva vila natal de Valls

Lluís Bonifaç i Massó   (Valls, 1730 - Valls, 1786) fou un escultor català, un principals exponents de l'escultura barroca catalana.

## Biografia

### Família
El seu besavi Lluís Bonifaç el Vell (Tolosa de Llenguadoc, ? - Riudoms, Baix Camp, 1697) visqué a Barcelona, Valls i finalment a Riudoms. Realitzà principalment retaules, i també va crear una caixa per un orgue. Va ser el fundador de la nissaga d'escultors Bonifaç.
El seu avi Lluís Bonifaç i Sastre (Barcelona, 1683 - Valls, 1765) fou aprenent de Llàtzer Tramulles i realitzà principalment retaules. Creà una escola d'escultura a Valls.
El seu germà Francesc Bonifaç Massó (Valls, 1735 - Tarragona, 1806) visqué a Tarragona, on realitzà moltes de les seves obres. L'any 1771 va entrar com alumne a la Reial Acadèmia de Belles Arts de Sant Ferran de Madrid.

### Infància
Lluís Bonifaç i Massó va néixer el dia 5 de maig de l'any 1730 a Valls. El seu pare es deia Baltasar Bonifaç i la seva mare Francisca Massó. Va ser batejat dos dies després del seu naixement a la parròquia de Sant Joan, amb Josep Massó (padrí matern) i Maria Àngels (padrina paterna) com a padrins de bateig. A Lluís se li van posar tres noms: Josep, Pere i Lluís. Ell és conegut amb el tercer d'aquests noms, és a dir, Lluís. Se sap poca cosa dels seus primers anys de la seva vida, i els documents que s'han conservat expliquen tres aspectes que van representar la seva vida: l'amor a la naturalesa, la religiositat que ell tenia i la vocació per l'aprenentatge i la realització de l'escultura. Una malifeta que va fer de petit ens demostra la seva vocació per l'escultura. Ell solia ajudar a la santa missa perquè tenia uns sentiments molt forts per aquests actes i això va fer-li brotar l'espontània afició que sentia per l'escultura.

### Vida adulta
En el començament del que es podria considerar la seva vida adulta, la seva germana Francesca, es casà amb el reusenc Francesc Bellvé, ebenista i escultor amb qui més tard col·laboraria. Als 23 anys es casà amb Maria Miracle, amb la qual tingué tres filles: Teresa (1754), Úrsula (1756), Tecla (1760) i per altra banda també, durant el seu matrimoni, concebé dos fills barons: Sinforià i Lluís (1756). Lluís morirà al cap de poc de nàixer i Sinforià dedicaria la seva vida a la religió catòlica i farà carrera com a eclesiàstic. Al llarg de la seva vida adulta, donà mostres constants de la seva religiositat tant en l'àmbit personal com en el de producció artística. Un exemple d'aquesta característica de l'autor, es pot apreciar en el moment de la inauguració del retaule de Sant Aleix. En paraules del mateix Bonifaç, no construí el retaule per a mostrar les seves qualitats com a escultor, sinó que ho feu per exaltar el seu sentiment religiós. Per altra banda, també va fer una sol·licitud per entrar a l'orde de frares mínims de Sant Francesc.
Ja cap a l'any 1784, començà a donar mostres d'una pèrdua de facultats que l'obligaren a fer testament el 30 d'agost. Tot i que sembla que al setembre de 1785, Bonifaç mostrà una lleu millora, finalment acabaria morint dos mesos més tard al municipi de Valls.

### Aprenentatge
La seva vocació per l'escultura es presenta com una qualitat innata, pel fet que prové de la professió dels seus tres precedents. A part d'això, s'ha d'afegir que l'ambient de casa seva (lloc que era visitat per deixebles que anaven a rebre ensenyament del seu padrí), un taller espectacular amb una producció contínua d'imatges i retaules, va fer ue la vocació de Lluís Bonifaç es veiés clarament definida. Referent als seus estudis, tan sols se sap que ell no va sortir de casa per a estudiar, ni amb cap mestre (com era costum en aquells temps), sinó que ell en va aprendre basant-se amb la tècnica escultòrica del seu pare i principalment del seu padrí, que va fundar a Valls, la casa i escola de l'escultura. No se sap exactament quan va començar el seu aprenentatge, tan sols se sap que va acabar amb 22 anys, l'any 1752, quan va esculpir un retaule de Sant Jeroni per l'església de Sant Miquel del Pla de Tarragona. A l'edat de 35 anys, Lluís Bonifaç rebé el nomenament d'Acadèmic de Mèrit de la Reial Acadèmia de Belles Arts de San Fernando de Madrid. Per la necessitat d'un bon reconeixement artístic, Bonifaç havia enviat alguns dibuixos i una peça de baix relleu, per ingressar a l'acadèmia. La primera notícia que va rebre fou la carta del seu amic Joan Pau Canals on se li comunicava que tant ell com el seu avi rebrien reconeixement i se'l declarava hàbil i lliure per exercir la seva professió sense necessitat d'incorporar-se a cap gremi ni ser controlat pels síndics. Per a formalitzar el nomenament, l'abat del Reial Monestir de Santa Maria de Poblet fou l'encarregat de fer arribar els documents corresponents a Bonifaç, a més d'obsequiar-lo amb l'espasa que tenia dret a utilitzar com a nou membre de la Reial Acadèmia de San Fernando.
Durant el procés d'auto formació del seu talent com artista van predominar tres elements que ell va fer servir molt: publicacions i gravats de caràcter artístic, estudi de les millors escultures que va tenir al seu abast i l'observació del natural.

## Obres[5]
Primeres obres
- 1747: Pintura d'un frontal amb la Mare de Déu del Lledó a l'església de la Mare de Déu del Lledó (Valls)
- 1751: Imatge de Crist jacent a l'església parroquial de la Geltrú (Vilanova i la Geltrú)
- 1752: Retaule de Sant Jeroni a l'església de Sant Miquel del Pla (Tarragona)
- 1752: Retaule del Sant Crist de Sant Miquel del Pla (Tarragona)
- 1752: Imatge de la Mare de Déu del Roser al Convent de Sant Domènec (Tarragona)
- 1752: Imatge de Sant Vicenç Ferrer al Convent de Santa Caterina (Barcelona)
- 1752: Imatge de Sant Pere al Convent de Sant Francesc de Paula (Barcelona)

Obres destacades
- 1763: Relleu de Sant Sebastià a la Reial Acadàmia de Belles Arts de Sant Ferran (Madrid)
- 1757: Imatge de Sant Gregori Nacianzè a la Cort reial de Madrid
- 1775-1776: la Soledat pertany al 1775, i el Davallament al 1776.[6] Aquestes dues obres, encara surten a la processó cada Divendres Sant a la nit (Valls)
- 1764: Imatge de Sant Joan a Rodonyà, encarregada per Josep Coll i actualment desapareguda.
- 1774: Cadirat del Cor a la Catedral de Lleida. Destruïda l'any 1936 durant la guerra civil. (Lleida)

Altres obres
- 1754: Pietat (imatges de la Dolorosa i de Crist) a l'església parroquial de Calaf
- 1755: Retaule de Santa Rita al Santuari de Misericòrdia (Reus)
- 1756: Sagrari al Convent de la Mercè de Montblanc
- 1758: Calvari a la Catedral de Lleida
- 1760: Imatge de Sant Pere Apòstol de l'església parroquial de Granyena de les Garrigues (província de Lleida)
- 1761: Escaparata al Monestir de Poblet (província de Tarragona)
- 1762: Traça del retaule major de l'església parroquial d'Anglesola (Lleida)
- 1764: Cap i mans dels gegants de Valls, demanat per l'ajuntament (Valls)
- 1769: Retaule de Sant Aleix Jacent de l'església parroquial de Sant Joan (Valls)
- 1770: Retaule Major de l'església parroquial de Golmés (Lleida)